# Ribes cucullatum
Ribes cucullatum är en ripsväxtart som beskrevs av William Jackson Hooker och Arn.. Ribes cucullatum ingår i släktet ripsar, och familjen ripsväxter. Inga underarter finns listade i Catalogue of Life.

## Bildgalleri

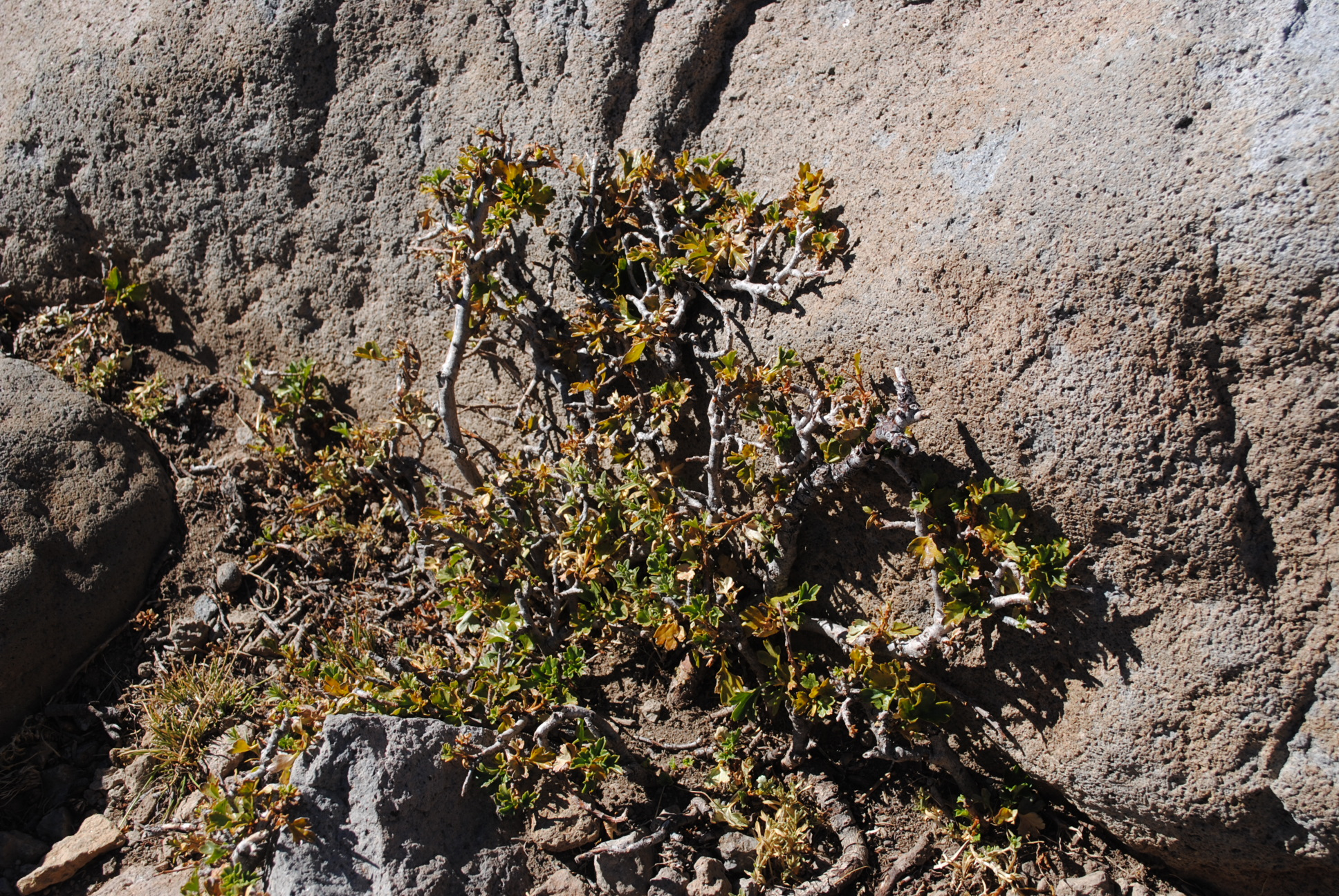